# Martino (generale bizantino)
Martino (fl. 531-556) è stato un generale bizantino.

## Biografia
Nativo della Tracia, fece carriera nell'esercito bizantino. Nel settembre 531, quando Martiropoli fu assediata dai Persiani Sasanidi, Martino fu inviato come ostaggio ai Persiani insieme a Senecio; in cambio, i Persiani levarono l'assedio. Poco tempo dopo, all'ascesa sul trono di Persia di Cosroe I, i due ostaggi furono liberati quando inviati bizantini si recarono alla corte persiana per negoziare una pace.
Nel 533 Martino partecipò alla spedizione allestita dall'Imperatore Giustiniano contro i Vandali, ottenendo anche una carica militare di un certo prestigio, divenendo uno dei nove comandanti dei reggimenti di foederati. Secondo una fonte, Zaccaria, Martino era addirittura uno dei tre comandanti della spedizione, insieme a Belisario e ad Archelao; comunque, considerata la testimonianza contraria di Procopio di Cesarea, testimone oculare, secondo il quale Belisario era il comandante supremo della spedizione, la testimonianza di Zaccaria non è da considerare attendibile, dato che ha esagerato il ruolo rivestito da Martino. Martino dimostrò il suo valore comandando, insieme agli altri comandanti dei foederati, l'ala destra dell'esercito bizantino nella battaglia di Tricamaron, che decretò la vittoria finale bizantina. Dopo la vittoria finale sui Vandali e la riconquista bizantina dell'Africa, riorganizzata in Prefettura da Giustiniano, rimase in Africa. Nella primavera 536 si verificò un grave ammutinamento dell'esercito bizantino in Africa: Martino, che si trovava a Cartagine con il magister militum per Africam Salomone, cercò riparo con il suo superiore dapprima nella chiesa nel palazzo, poi nella casa di un certo Teodoro, e poi fuggirono, insieme a Procopio di Cesarea, con una nave a Missua; messosi al sicuro dai ribelli, Salomone inviò Martino con Valeriano e altri soldati in Numidia, per cercare di riguadagnare la fedeltà dell'esercito, ma senza esito. Nel frattempo l'esercito in rivolta nominò suo capo Stotzas, membro delle guardie del corpo di Martino. Nel frattempo, Martino venne richiamato a Costantinopoli, mentre la rivolta verrà definitivamente sedata da Germano.
Nel dicembre 536, Giustiniano ordinò a Martino e a Valeriano di dare manforte a Belisario in Italia, la cui controffensiva ostrogota stava mettendo in difficoltà, mettendoli a capo di un esercito di rinforzi da inviare per liberare Roma dall'assedio ostrogoto. Salparono dalla Grecia ma cattive condizioni meteorologiche li costrinsero a svernare in Actolia e in Acarnalia; di fronte alle continue sollecitazioni di Giustiniano, partirono finalmente in primavera, navigando a tutta velocità, e giungendo nella Città Eterna circa 20 giorni dopo la caduta di Porto in mani nemiche, portando con sé 1600 cavalieri mercenari, tra Unni, Slavi e Anti. Martino fu inviato più volte da Belisario a condurre operazioni di guerriglia per logorare le forze ostrogote assedianti, e alla fine dell'anno, gli venne dato l'ordine di partire per occupare Terracina, accompagnato da Traiano e da Antonina (moglie di Belisario); riuscirono nell'impresa approfittando dell'oscurità per eludere gli accampamenti gotici, e, dopo aver inviato Antonina a Napoli, occuparono le città locali, riducendo le possibilità per gli Ostrogoti di ricevere rifornimenti. Venne richiamato a Roma poco tempo prima l'arrivo di Giovanni, nipote di Vitaliano (novembre-dicembre 537). Dopo la fine dell'assedio ostrogoto di Roma (marzo 538), Martino venne inviato da Belisario a Rimini per sostituire le forze di Giovanni con una guarnigione adeguata; l'esercito di Martino, percorrendo la Via Flaminia nel tentativo di arrivare a Rimini prima degli Ostrogoti di re Vitige, che intendevano riprenderla ai Bizantini, riuscì ad occupare nel corso del tragitto la fortezza di Petra, e arrivò a Rimini durante il terzo giorno di viaggio. Portava con sé rinforzi presi dalla guarnigione bizantina di Ancona, ma Giovanni si rifiutò di obbedire agli ordini di Belisario e di lasciare la città, costringendo i due a lasciare i rinforzi lì e di tornare a Roma con le guardie del corpo di Belisario che si trovavano a Rimini.
Alla fine del 538, Martino e Uliare furono inviati da Belisario con un esercito per liberare Milano dall'esercito ostrogoto; arrivati a un giorno di marcia da Milano, essi però si rifiutarono di andare oltre perché ritenevano che il loro esercito fosse troppo piccolo per affrontare gli assedianti Ostrogoti e Burgundi, per cui chiesero rinforzi a Belisario; a causa di complicazioni dovute alla disunione dell'esercito provocata dall'arrivo di Narsete in Italia, i rinforzi arrivarono troppo tardi e Milano ricadde in mano ostrogota, venendo distrutta, e Uliare e Martino tornarono a Roma. Nel 539 Martino e Giovanni ricevettero un importante missione da Belisario: impedire a Uraia di lasciare Milano in modo che non potesse cercare di sventare gli assedi bizantini di Auxinium e di Faesulae; i due generali occuparono Dertona e con la loro presenza impedirono a Vitige di lasciare Ravenna per accorrere con un esercito contro Belisario; Vitige ordinò allora a Uraia di lasciare Pavia e il generale ostrogoto obbedì, raggiungendo dapprima Pavia e accampandosi poi nei pressi degli accampamenti bizantini a Dertona; prima che una battaglia fosse combattuta, l'arrivo degli eserciti franchi di re Teodeberto I, ostili sia agli Ostrogoti che ai Bizantini, sorprese entrambi gli eserciti; gli Ostrogoti se la diedero immediatamente a gambe, mentre i Bizantini, vinti in battaglia dalle superiori forze franche, si ritirarono in Tuscia, dove informarono Belisario dell'invasione franca. Dopo la ritirata dell'esercito franco, i due generali ritornarono in posizione, per impedire agli Ostrogoti di inviare rinforzi alle città assediate da Belisario. Nel 540 intervennero in soccorso di Sisigis e Tommaso, attaccati dagli Ostrogoti di Uraia presso le Alpi Cozie: grazie alla potenza delle loro armi, riuscirono ad espugnare diverse fortezze sulle Alpi, catturando molti prigionieri ostrogoti e costringendo Uraia al ritiro. Dopo la presa di Ravenna e la cattura di Vitige e del tesoro degli Ostrogoti, Martino fu uno degli ufficiali che seguirono Belisario a Costantinopoli (540).
Inviato immediatamente sul fronte persiano, riuscì a difendere Dara nell'estate 540 dall'assedio persiano, costringendo il nemico al ritiro. Nel 543, in seguito alla caduta in disgrazia di Belisario, Martino gli succedette come magister militum per Orientem. Alla notizia che la peste di Giustiniano aveva colpito anche i Persiani, l'Imperatore decise di approfittarne e ordinò a Martino, Valeriano e ad altri comandanti in Oriente di attaccare i Persiani; a causa della disunione dell'esercito invasore bizantino, i Bizantini subirono una disfatta nella battaglia di Anglon. L'anno successivo Cosroe I cinse d'assedio Edessa e Martino cercò di negoziare il ritiro, ma senza esito; la città, tuttavia, si difese bene dagli assalti persiani e alla fine Cosroe accettò di ritirarsi in cambio di 5 centenaria d'oro. L'anno successivo fu stretta una tregua quinquennale con la Persia.
Nel 551 fu inviato in Lazica, come subordinato di Bessa, per recuperare il controllo della Lazica ai Persiani; ma nel 554 fu tratto in inganno da notizie false e perse una battaglia contro i Persiani, e il re dei Lazi Gubazes II, alleato di Giustiniano, accusò lui e altri ufficiali, tra cui Bessa, di incompetenza. Arrabbiato con Bessa e dando ragione a Gubazes, Giustiniano destituì Bessa, ma promosse a magister militum per Armeniam proprio Martino, nonostante anche lui avesse contribuito alla sconfitta. Poiché in relazioni ostili con Re Gubazes, Martino e Rustico progettarono di assassinarlo perporre fine alle sue continue critiche al loro operato: organizzato dunque un incontro con il re dei Lazi presso il fiume Chobous con il pretesto di discutere in quell'occasione del prosieguo delle operazioni militari contro i Persiani, in quell'occasione lo assassinarono. In seguito tentarono di prendere la fortezza di Onoguri, cercando così di lenire la rabbia dell'Imperatore per l'assassinio di Gubazes, ma l'inaspettato arrivo dell'esercito persiano mandò in rotta l'esercito bizantino. Ottenne poi un successo sui Persiani nell'assedio di Phasis, ma un'inchiesta sull'assassinio di Gubazes gli costò il posto: accertate le sue responsabilità nell'assassinio del re dei Lazi, Giustiniano lo destituì, costringendolo a vivere a vita privata e sostituendolo con Giustino (556).